# Types libidinaux
 (29 juin 2018).
 (décembre 2011).
Si vous disposez d'ouvrages ou d'articles de référence ou si vous connaissez des sites web de qualité traitant du thème abordé ici, merci de compléter l'article en donnant les références utiles à sa vérifiabilité et en les liant à la section « Notes et références ».
L'amour est caractérisé, dans la vision psychanalytique freudienne, par la privation.
Le sujet perd, en aimant, une partie de son narcissisme.  Il perd une partie de sa personnalité au profit de l'aimé, qui est « élevé » comme un Idéal sexuel ou comme un Idéal du Moi, déjà constitué.
L'investissement d'objet dépend de la constitution de l'altérité, en son mode. Sigmund Freud présenta ce principe sous le terme de : « l'Amour de transfert ».
Un amour qui oscille entre amour et haine. Le sacrifice de l'objet, seul, peut permettre la prise de conscience de l'amour naissant plus particulièrement de l'absence, que de la présence.

## Trois types de conflits issus de la libido
- L'Érotique qui se caractérise par l'angoisse de perdre l'amour.

- L'Obsessionnel qui est dominé par l'angoisse morale.

- Le Narcissique, miroir dans lequel le sujet se réfugie.

Cependant ces trois types, selon Freud, ne sont pas homogènes. On peut considérer toutefois l'Érotique et le Narcissique comme la réunion des contradictions. 

### Érotique
Le type érotique se caractérise facilement. Les érotiques sont des personnes dont l'intérêt essentiel - la part relativement la plus grande de leur libido - est tourné vers la vie amoureuse. Aimer, mais spécialement être aimé, est pour eux le plus important. Ils sont dominés par l'angoisse de perdre l'amour et sont ainsi particulièrement dépendants des autres qui peuvent les frustrer de cet amour.  
Ce type se rencontre très fréquemment même dans sa forme pure. Il en existe des variations selon le mélange avec un autre type et la proportion simultanée d'agression. Du point de vue social comme du point de vue culturel, ce type représente les revendications pulsionnelles élémentaires du Ça auquel se sont pliées les autres instances psychiques.

### Obsessionnel
Le second type se distingue par la prépondérance du surmoi qui se sépare du moi dans les cas de tension élevée. Il est dominé par l'angoisse morale au lieu de l'être par celle de la perte d'amour ; il fait preuve d'une dépendance pour ainsi dire interne et non plus externe, manifeste une dose élevée de confiance en soi et devient, socialement, le support véritable et surtout conservateur de la culture.

### Narcissique
Le troisième type, appelé narcissique, se caractérise essentiellement par des facteurs négatifs. On n'y trouve pas de tension entre moi et surmoi. On n'y trouve pas non plus de prédominance des besoins érotiques, l'intérêt principal est orienté vers la conservation de soi-même, il est autonome et peu intimidable. 
Le moi dispose d'une grande quantité d'agression qui se manifeste aussi dans le fait d'être prêt pour l'action ; dans la vie amoureuse, aimer est préféré à être aimé. Ceux qui appartiennent à ce type s'imposent aux autres comme des personnalités ; ils sont particulièrement qualifiés pour servir de soutien aux autres, assumer le rôle de leaders, donner au développement culturel de nouvelles impulsions ou porter atteinte à ce qui est établi.

### Érotico-obsessionnel
Dans le type érotico-obsessionnel, la prépondérance de la vie pulsionnelle semble limitée par l'influence du surmoi ; le fait d'être simultanément dépendant d'objets humains récents et de vestiges des parents, des éducateurs et des modèles, atteint, dans ce type, son plus haut degré. 

### Érotico-narcissique
Le type érotico-narcissique est peut-être celui auquel il faut attribuer la plus grande fréquence. Il réunit des contradictions qui peuvent réciproquement se réduire en lui ; si on le compare aux deux autres types érotiques, il peut nous apprendre que l'agression et l'activité vont de pair avec la prédominance du narcissisme. 

### Narcissique-obsessionnel
Enfin le type narcissique-obsessionnel produit la variation qui est culturellement la plus valable en ajoutant à l'indépendance extérieure et à l'observation des exigences morales la capacité d'agir énergiquement et en renforçant le moi contre le surmoi.

## Aimer l'autre, est-ce s'aimer soi-même?
L'illusion, mise en évidence, celle qui s'instruit entre le moi et l'amour, s'oppose sous le mouvement de la séduction et de l'amour. 
On peut remarquer toutefois que l'inhibition de la curiosité sexuelle et la difficulté de penser ou l'absence d'activités érotiques et la perte du goût de vivre, par exemple, entraînent le sujet dans un éloignement de la réalité. 
Le sujet qui veut atteindre la pleine satisfaction amoureuse, selon Freud, doit renoncer à certains types de respect humain ou d'idéalisation.
L'Eros ne cesse d'osciller entre le délire et la volonté d'union ; il hésite à se déterminer comme manière de jouir, d'éluder le désir ou de le transformer ; car il repose d'abord sur l'illusion qui représente l'amour comme Soi.